# Дуглас (остров Мэн)

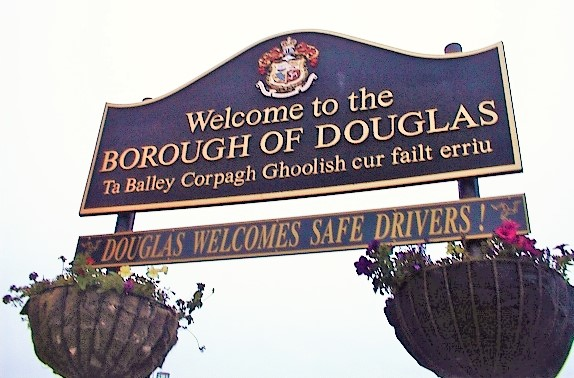
Табличка «Добро пожаловать в Дуглас!». Надпись сделана на английском и мэнском языках.

Ду́глас (англ. Douglas, мэн. Doolish) — столица (с 1863 года) Острова Мэн, транспортный и экономический центр острова. Население — 27 935 жителей (по переписи 2011 года), что составляет примерно треть всего населения острова.
Из достопримечательностей города следует отметить последний в мире конный трамвай. Также в Дугласе находится Тинвальд — один из старейших парламентов в мире.

## География
Дуглас расположен на покатой равнине у точки слияния двух рек — Ду и Гласс. С северо-запада и юго-востока город окружают холмы.

## Климат
| Показатель                    | Янв. | Фев. | Март | Апр. | Май | Июнь | Июль | Авг. | Сен. | Окт. | Нояб. | Дек. | Год  |
| ----------------------------- | ---- | ---- | ---- | ---- | --- | ---- | ---- | ---- | ---- | ---- | ----- | ---- | ---- |
| Средний суточный максимум, °C | 7    | 7    | 8    | 11   | 14  | 16   | 17   | 18   | 16   | 13   | 10    | 8    | 13   |
| Средний суточный минимум, °C  | 3    | 2    | 4    | 5    | 7   | 10   | 12   | 12   | 11   | 8    | 6     | 4    | 7    |
| Норма осадков, мм             | 125  | 81   | 72   | 63   | 69  | 72   | 81   | 91   | 111  | 122  | 124   | 128  | 1149 |

## Транспорт
Порт Дугласа является самым важным портом острова. Дугласский порт — единственный порт острова, имеющий регулярное паромное сообщение (с Великобританией и Ирландией), а также единственный порт острова, способный принимать ролкеры. Кроме грузовых, порт обслуживает рыболовные суда. Также имеются причалы для яхт (марина).
Ближайший аэропорт (Ronaldsway Airport) расположен к югу от Дугласа, рядом с городом Каслтаун.
В Дугласе расположены конечные станции двух важнейших железных дорог острова — Железной дороги острова Мэн, ведущей на юг, в Каслтаун и Порт-Ирин, и Электрической железной дороги (фактически междугородный трамвай), идущей на север, в Лакси и Рамси.

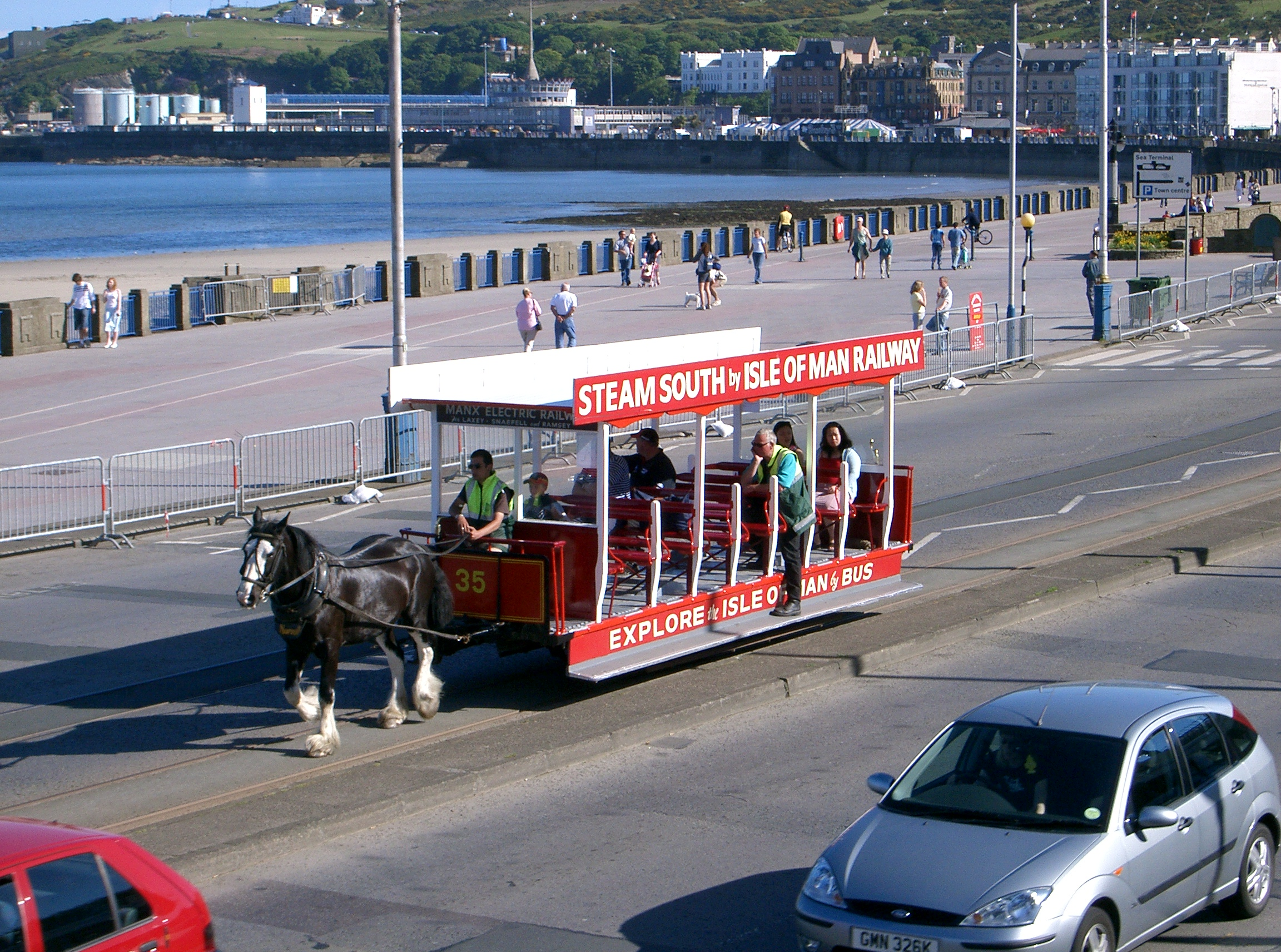
Открытый вагон трамвая. Человек на подножке — кондуктор, которому пассажиры оплачивают проезд

В Дугласе существует единственная в мире линия конного трамвая, действующая в режиме городского общественного транспорта. В 2016 году было принято решение о ликвидации линии, приносившей убытки. Однако после сбора подписей под онлайн-петицией работа трамвая была возобновлена.
Автомобильные дороги связывают Дуглас с городами Пил на западе острова (дорога A1) и Рамси на севере (дорога A2).